# Jessica Chancellor
Jessica Chancellor (* 8. August 1996 in St. Louis, Missouri) ist eine US-amerikanische Schauspielerin, Drehbuchautorin, Filmproduzentin und Cosplayerin.

## Leben
Chancellor wurde am 8. August 1996 in St. Louis geboren. Nach Episodenrollen in den Fernsehserien Every [Blank] Ever und Marvel Becoming, übernahm sie 2019 in The Final Level: Flucht aus Rancala, einem Mockbuster zu Jumanji: The Next Level, mit der Rolle der Sarah eine der Hauptrollen des Films. Ab demselben Jahr bis einschließlich 2020 spielte sie in drei Episoden der Fernsehserie Side Quest die Rolle der Kaeda. Im Folgejahr wirkte sie in den The-Asylum-Filmproduktionen 616 Wilford Lane, Robot Apocalypse und Field Of Blood 2 – Farm der Angst in größeren Rollen mit. Seit 2022 stellt sie die Rolle der Daphne Blake in der Fernsehserie Mystery Incorporated dar. Für die Serie ist sie auch als Drehbuchautorin und Produzentin tätig.

## Filmografie (Auswahl)
- 2015: Every [Blank] Ever (Fernsehserie, Episode 1x02)
- 2017: Marvel Becoming (Fernsehserie, Episode 2x04)
- 2019: The Final Level: Flucht aus Rancala (The Final Level: Escaping Rancala)
- 2019–2020: Side Quest (Fernsehserie, 3 Episoden)
- 2020: Arrow: Unlimited (Miniserie)
- 2020: Power Rangers: Shattered Past (Miniserie, Episode 1x03)
- 2021: Rancala Kingdom
- 2021: 616 Wilford Lane
- 2021: Robot Apocalypse
- 2021: Field Of Blood 2 – Farm der Angst (Fear PHarm 2)
- 2021: Found Footage: Anthology (Fernsehserie, Episode 1x02)
- 2021: Marvel Adventures: Spider-Man and the Monsters of Manhattan (Fernsehserie)
- seit 2022: Mystery Incorporated (Fernsehserie, auch Drehbuch und Produktion)
- 2023: Megalodon: The Frenzy